# Chlorodiella laevissima
Chlorodiella laevissima är en kräftdjursart som först beskrevs av James Dwight Dana 1852.  Chlorodiella laevissima ingår i släktet Chlorodiella och familjen Xanthidae. Inga underarter finns listade i Catalogue of Life.